# 對斑裂齒脂鯉
對斑裂齒脂鯉，為輻鰭魚綱脂鯉目脂鯉亞目上口脂鯉科的其中一個種，分布於南美洲巴西Poti河流域，體長可達40公分，棲息在植被生長茂盛的水域，生活習性不明。